# Comuna Pokrovka, Oceac
Pokrovka (în ucraineană Покровка) este o comună în raionul Oceac, regiunea Mîkolaiiv, Ucraina, formată din satele Pokrovka (reședința), Pokrovske și Vasîlivka.

## Demografie
Componența lingvistică a comunei Pokrovka
     Ucraineană (83,63%)
     Rusă (15,99%)
Conform recensământului din 2001, majoritatea populației comunei Pokrovka era vorbitoare de ucraineană (83,63%), existând în minoritate și vorbitori de rusă (15,99%).